# 沃爾卡尼鄉
46°01′N 20°24′E / 46.017°N 20.400°E
沃爾卡尼鄉（羅馬尼亞語：Comuna Valcani, Timiș），是羅馬尼亞的鄉份，位於該國西部，由蒂米什縣負責管轄，面積110平方公里，海拔高度76米，2002年人口1,352，人口密度每平方公里12人。